# Fernand Canelle
Fernand Canelle (Parijs, 2 januari 1882 - Rueil-Malmaison, 11 september 1951) was een Frans voetballer die speelde als een verdediger.

## Carrière
Canelle is geboren in Parijs waar hij is begonnen te voetballen bij Club français. Canelle speelde zijn hele voetbalcarrière bij Club français. Canelle maakte zijn debuut in het Franse nationaal elftal in 1904. Hij heeft 6 wedstrijden gespeeld voor zijn nationale ploeg. Hij zat in de selectie die meedeed aan het voetbaltoernooi op de Olympische Zomerspelen 1900, waar Frankrijk een zilveren medaille won. Canelle stopte in 1922 met voetballen.  
Canelle overleed op 11 september 1951. 